# Oleh Krasnop'orov
Oleh Volodymyrovyč Krasnop'orov (in ucraino Олег Володимирович Краснопьоров?; Poltava, 25 luglio 1980) è un ex calciatore ucraino, di ruolo centrocampista.

## Caratteristiche tecniche
Giocava come mediano davanti alla difesa, ma all'occorrenza poteva essere schierato come terzino destro.

## Palmarès

### Club

#### Competizioni nazionali
- Coppa d'Ucraina: 1

Vorskla: 2008-2009